# Winchelsea
Winchelsea est une petite ville dans le Sussex de l'Est, en Angleterre. Certains habitants revendiquent le fait qu'elle serait la plus petite ville d'Angleterre.
En 1288, l’ancienne ville, Old Winchelsea, fut détruite par la mer : le roi Édouard Ier ordonna la reconstruction d’une ville en damier, et les rues furent désignées par les ordinaux latins. Ceci fait de Winchelsea la première implémentation de la nomenclature urbaine alphanumérique, qui a fait florès dans le Nouveau Monde à partir du XVIIe siècle et jusqu'à ce jour (Winchelsea a pour sa part abandonné cette nomenclature).
En mars 1360, pendant la guerre de Cent Ans, la ville voit débarquer un raid de marins normands, de faible envergure mais suffisant à affoler les Anglais - la ville n'est guère éloignée de Hastings - qui rappellent le roi Édouard III alors en pleine chevauchée à travers le royaume de France.

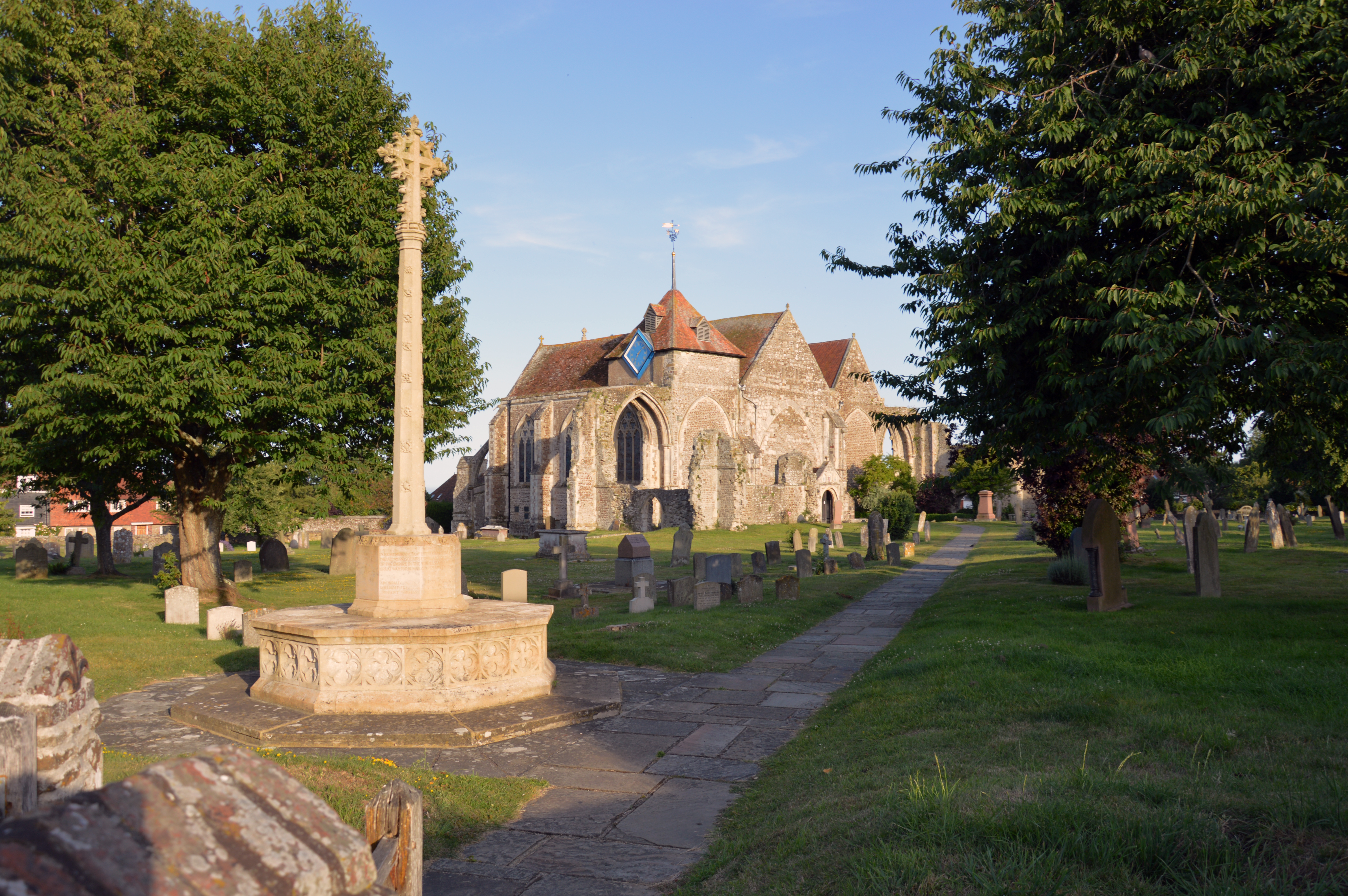
Église médiévale dédiée à Saint Thomas.

De Winchelsea on retient son église médiévale, dédiée à Saint Thomas. Dans son cimetière se trouve le tombeau de l'humoriste, écrivain, poète et acteur Spike Milligan.